# Confiserie Geldhof

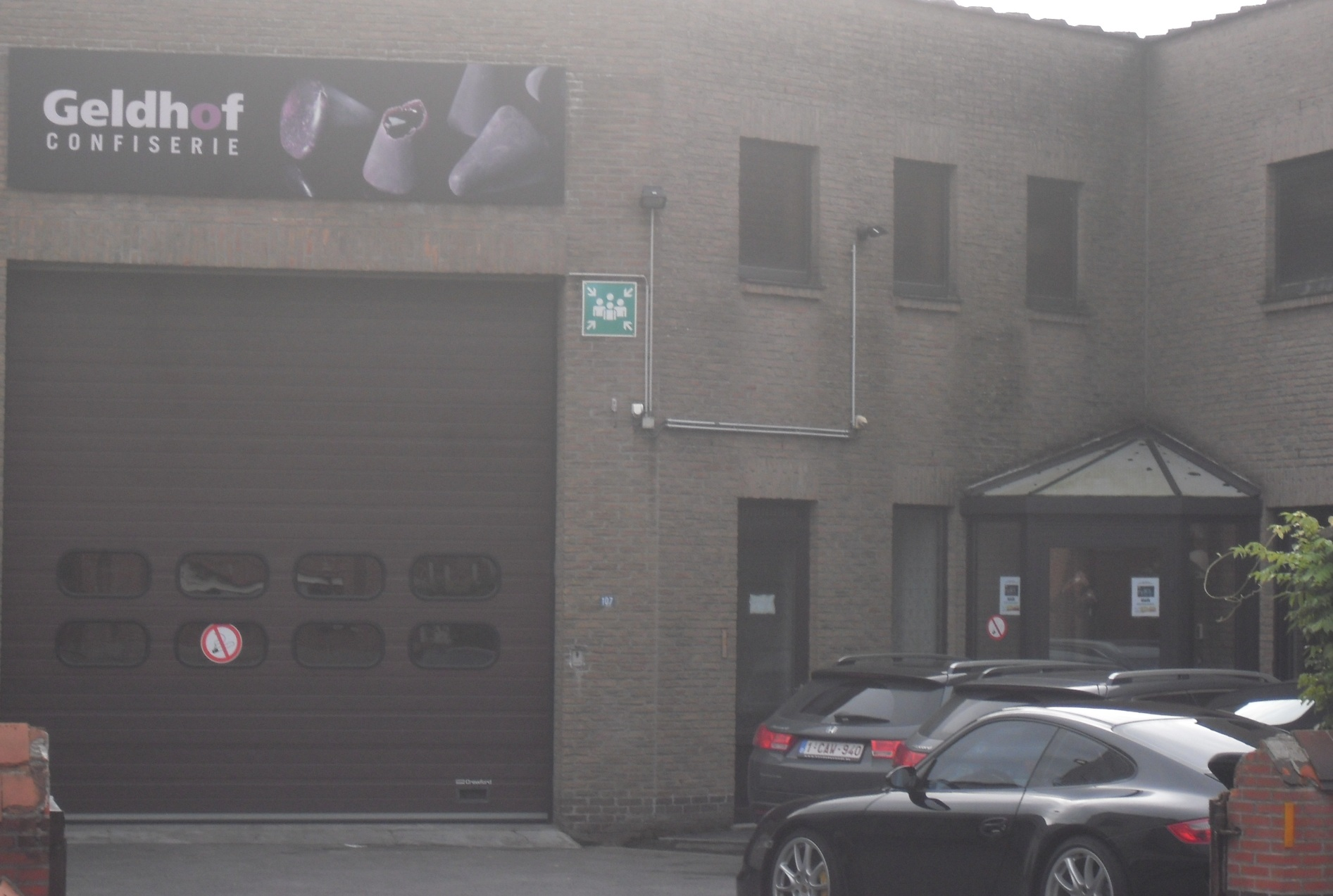
Het bedrijf in Eeklo.

Confiserie Geldhof' is een voedingsbedrijf in de Belgische stad Eeklo, actief in het aanmaken van snoepgoed. De productie van de cuberdon (Gentse neuzekes) is er de voornaamste activiteit. In 2024 werd het familiebedrijf overgenomen door snoepfabrikant Confiserie Joris uit Sint-Agatha-Berchem, eveneens een familiebedrijf. . De productie blijft in Eeklo.

## Geheim recept
Stichter Antoine Geldhof (1925-2012) werkte als 14-jarige bij een grote confiserie in het Gentse. Daar kreeg hij het 19e-eeuwse recept van de cuberdons aangeleerd door de kleinzoon van de oorspronkelijke uitvinder van het snoepje. Het was een Brusselse suikerbakker die in 1873 het snoepje realiseerde, volgens andere bronnen was het een Gentse apotheker die het als eerste in de mond nam.
Na zijn huwelijk startte Antoine Geldhof in 1954 met een eigen bedrijf aan de Tieltsesteenweg. Een van de ingrediënten van de cuberdon is de arabische gom, die voorkomt van de acacia. Cuberdon is in 2009 erkend als streekproduct door de VLAM, bovendien is Geldhof de marktleider in België met een productie van 450 ton. Confiserie Geldhof stelt 22 mensen te werk en heeft een omzet van € 4 miljoen. Het wordt verder geleid door zoon Tony en kleinzoon Jo.
De dochteronderneming Sweets & Candy in Zelzate produceert een assortiment van zoetigheden en wordt geleid door kleinzoon Jo Geldhof.
In 2011 werd Antoine Geldhof op het stadhuis van Eeklo geridderd tot "Ridder Van Den Eeklooschen Herbakker". Hij droeg het gekregen eerbetoon op aan zijn overleden echtgenote Irène Van Autreve (1922-2009).

## Trivia
- Op 18 oktober 2011 werd de familie Geldhof voorgesteld in het Canvas-programma Drie Generaties. Het was één aflevering uit een reeks van acht, gerealiseerd door het productiehuis De Raconteurs, waarbij telkens drie generaties hetzelfde beroep beoefenden.[6]